# Финснехта Четырёхглазый

Ирландия в VIII — первой трети IX века

Финснехта Четырёхглазый (Финснехта мак Келлайг; др.‑ирл. Finsnechta Cetharderc, Finsnechta mac Cellaig; умер в 808) — король Лейнстера (795—805 и 806—808) из рода Уи Дунлайнге.

## Биография
Финснехта был одним из сыновей правителя Лейнстера Келлаха мак Дунхады, скончавшегося в 776 году. Он принадлежал к септу Уи Дунхада, земли которого находились в долине реки Лиффи. Резиденция правителей септа находилась в Лиамайне (современном Лайонс-Хилле).
Финснехта Четырёхглазый получил власть над Лейнстером в 795 году. Это произошло после того, как по его приказу 6 мая этого года в церкви селения Келл Куйле Думай (современного Страдбалли) был заживо сожжён его родственник, лейнстерский король Бран Ардхенн, вместе с супругой Этне. Этот акт был прямым вызовом верховному королю Ирландии Доннхаду Миди, близкой родственницей (дочерью или сестрой) которого была Этне. Анналы ничего не сообщают о недовольстве среди лейнстерцев этим преступлением, что, вероятно, свидетельствует о том, что правление Брана Ардхенна было непопулярно среди его подданных. Также ничего неизвестно и о реакции на убийство своих близких родственников верховного короля Ирландии. Историки связывают это с упадком влияния Доннхада Миди на события на острове в последние годы его правления.
В 804 году владения Финснехты Четырёхглазого подверглись нападению со стороны нового верховного короля Ирландии Аэда Посвящённого из рода Кенел Эогайн. Собрав в пограничном селении Дун Куайр (вблизи Энфилда) большое войско из подчинённых его власти областей северной части Ирландии, Аэд дважды в течение двух месяцев вторгался в лейнстерские земли. Во время этого похода была захвачена большая добыча, а правитель Лейнстера признал свою зависимость от верховного короля.
Вероятно, подчинение Финснехты Четырёхглазого верховному королю Ирландии было лишь формальностью, призванной прекратить разорение лейнстерских земель, и уже в 805 году Аэд Посвящённый был вынужден совершить ещё один поход в Лейнстер. Однако теперь он не ограничился только разорением здешних земель. Желая утвердить на лейнстерском престоле верного себе человека, верховный король Ирландии изгнал Финснехту из пределов королевства. С согласия Аэда власть в Лейнстере была разделена между Муйредахом мак Руадрахом из септа Уи Фаэлайн и Муйредахом мак Брайном из септа Уи Муйредайг. Финснехта же нашёл убежище у короля Коннахта Муиргиуса мак Томмалтайга. Уже в 806 году изгнанный король с помощью своего союзника сумел одержать победу над Муйредахом мак Руадрахом и его братом Диармайтом, и возвратить себе лейнстерский престол.
Намерение короля Лейнстера установить контроль над аббатством в Килдэре привела к конфликту между Финснехтой Четырёхглазым и септом Уи Файльги, земли которого находились на территории современного графства Оффали. В 803 году король Уи Файльги Энгус мак Мугройн был убит приближёнными правителя Лейнстера, а в 806 году новый глава септа Флайтниа мак Канаэда был убит по приказу Финснехты в крепости Ратанган. Три брата лейнстерского короля, Фаэлан (умер в 804 году), Муйредах (умер в 823 году) и Аэд (умер в 828 году), были аббатами монастыря в Килдэре в 798—828 годах, а сестра, умершая в 831 году Муйренн, была с 805 года настоятельницей Килдэрского аббатства. Начиная с правления Финснехты в течение более полутора веков большинство настоятелей Килдэрского монастыря были представителями лейнстерского септа Уи Дунхада.
Незадолго до смерти короля Финснехты Четырёхглазого верховный король Ирландии Аэд Посвящённый совершил свой очередной поход в Лейнстер. Хотя сначала ему удалось разграбить несколько селений и монастырей, затем он потерпел от лейнстерцев поражение на отмелях реки Лиффи.
Финснехта Четырёхглазый скончался в 808 году в Килдэрском аббатстве. В ирландских анналах сообщается, что причиной его смерти стал приступ геморроя. Преемником Финснехты на престоле Лейнстера стал Муйредах мак Руадрах.
Финснехта Четырёхглазый был отцом умершего в 837 году Риакана, соправителя лейнстерского короля Брана мак Фаэлайна.